# مراقبة أبوية

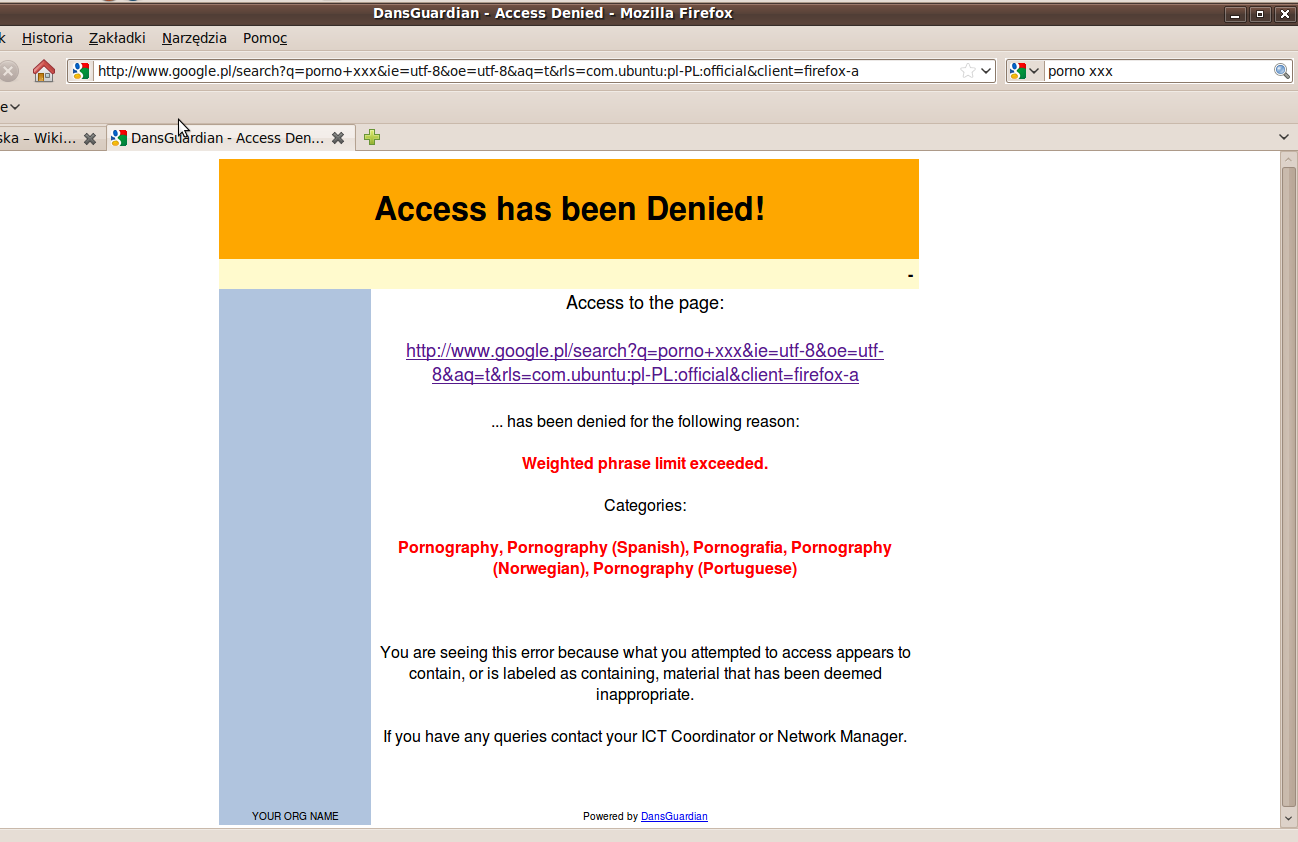

هو برنامج المسائلة (برنامج المحاسبة أو برنامج محاسبة الإنترنت) أو كما يطلق عليه كإسم رائج (برامج المراقبة الأبوية)
مراقبة أبوية (بالإنجليزية: Parental controls)‏ هو نوع من البرامج مخصص لمنع الأطفال من الولوج إلى صفحات غير مرغوبة وكذا يمنع ظهور المحتويات غير المناسبة «من وجهة نظر الآباء»، يُمَكِّن هذا النوع من البرامج من مراقبة استخدام الإنترنت على جهاز كمبيوتر شخصي أو مراقبة استخدام الإنترنت من قبل مستخدم معين على جهاز الكمبيوتر (الحاسب الآلي) هذه التطبيقات البرمجية تقوم بإنشاء تقارير عن السلوك الاستخدامي الذي قام به المستخدم أو الكمبيوتر المعني ليتم عرضه على المسؤول «كولي الأمر على سبيل المثال» وهناك بعض البرامج التي تتحكم في المحتوى المعروض.

## تفصيل
غالباً ما يتم تثبيت هذه البرامج على أجهزة الحاسب لتجنب استخدام المواد الإباحية، ولهذا السبب تم ربط هذا النوع من البرامج بسلوك منع المواقع الإباحية من الظهور، وقد تم إصدار برامج متعددة من هذا النوع من البرمجيات منها ما يختص بالحاسب الآلي ومنها ما يختص بالهواتف الذكية والأجهزة اللوحية.
تعتبر أكثر الفئات استخداماً لبرمجيات المسائلة هي الجماعات الدينة والأسر. ومن أكبر الشركات الربحية التي تنتج مثل هذه البرمجيات هي شركة (عيون العهد "Covenant Eyes") التي تصل مبيعاتها إلى حوالي 4 ملايين دولار سنوياً من حوالي 56 ألف عميل. ولكنها ليست الوحيدة فهناك الكثير من هذه الشركات مثل: Ever Accountable و Accountable2You و Lion وكلها شركات ربحية تقوم بتطوير برامج مسائلة لمنصات (أنظمة تشغيل) مختلفة. وتستخدم كل شركة تستخدم أسلوباً مختلفاً لتوفير بيئة الإنترنت المناسبة.
معظم برامج المسائلة ذات طابع تجاري (متاحة مقابل مبلغ مادي)، ولكن بدأ بالفعل إنتاج برامج مجانية مفتوحة المصدر لبرامج مسائلة الإنترنت متاح منها إصدارات لنظامي الماكنتوش والويندوز مايكروسوفت مثل:
x3watch
في تقرير عام 2011 ميلادي لجامعة سوينبرن تم مناقشة بعض القرارات التجارية بخصوص الحاسب الآلي متضمنا بذلك: Safe Eyes and Covenant Eyes. وبالنسبة لمستخدمي الهواتف الذكية والأجهزة اللوحية بإمكانهم الحصول على برامج مسائلة الإنترنت غير مكلف.